# Liste der Mitglieder der Badischen Ständeversammlung 1881 bis 1882
Diese Liste umfasst die Mitglieder der Ständeversammlung des Großherzogtums Baden für die Sessionen des 30. ordentlichen Landtags. Die Eröffnung fand am 15. November 1881 statt. Die Schlusssitzung fiel auf den 6. Mai 1882. Insgesamt fanden 25 Sitzungen der Ersten Kammer und 68 Sitzungen der Zweiten Kammer statt.

## Präsidium der Ersten Kammer
Präsident: Edwin Benckiser

1. Vizepräsident: Freiherr Karl Rüdt von Collenberg-Bödigheim

2. Vizepräsident: Graf Friedrich von Berlichingen

## Mitglieder der Ersten Kammer

### Prinzen des Hauses Baden
- Erbgroßherzog Friedrich von Baden (war nie anwesend)
- Prinz Wilhelm von Baden (war nie anwesend)
- Prinz Karl von Baden
- Markgraf Maximilian von Baden (war nie anwesend)

### Standesherren
- Fürst Karl Egon zu Fürstenberg (war nie anwesend)
- Fürst Ernst zu Leiningen (war nie anwesend)
- Fürst Philipp von der Leyen (war nie anwesend)
- Fürst Wilhelm zu Löwenstein-Wertheim-Freudenberg
- Fürst Karl zu Löwenstein-Wertheim-Rosenberg (war nie anwesend)
- Graf Karl Wenzel zu Leiningen-Billigheim
- Graf Emich zu Leiningen-Neudenau (war nie anwesend)

### Vertreter der katholischen Kirche
- Johann Baptist Orbin,[3] Erzbistumsverweser von Freiburg (war nie anwesend)

### Vertreter der evangelischen Landeskirche
- Karl Wilhelm Doll, Prälat der Evangelischen Landeskirche

### Vertreter des grundherrlichen Adels

#### Oberhalb der Murg
- Freiherr Franz von und zu Bodman
- Graf Raban von Helmstatt
- Graf Heinrich von Kageneck
- Freiherr Adolf Marschall von Bieberstein, Landgerichtsrat

#### Unterhalb der Murg
- Graf Friedrich von Berlichingen
- Freiherr Ernst August Göler von Ravensburg
- Freiherr Carl Göler von Ravensburg
- Freiherr Karl Rüdt von Collenberg-Bödigheim

### Vertreter der Landesuniversitäten
- Hermann Schulze,[3] Geheimrat, Vertreter der Universität Heidelberg
- Wilhelm Behaghel,[3] Professor, Vertreter der Universität Freiburg

### Vom Großherzog ernannte Mitglieder
- Edwin Benckiser, Landgerichtspräsident
- Walter Schwarzmann, Präsident des Verwaltungsgerichtshofs
- Karl Knies,[3] Geheimrat
- Franz Grashof,[3] Geheimrat
- Karl Haas, Ministerialrat und Landeskommissär
- Hermann von Holst,[3] Geheimer Rat
- Franz Josef Faller, Fabrikinhaber
- Philipp Diffené, Kaufmann

## Präsidium der Zweiten Kammer
Präsident: August Lamey

1. Vizepräsident: Johann Baptist Betzinger

2. Vizepräsident: Karl Friderich

## Die gewählten Abgeordneten der Zweiten Kammer
Seit 1871 wurden die badischen Wahlbezirke nicht mehr wie von 1819 bis 1870 üblich mit separaten Nummernkreisen für Stadtwahlbezirke und Ämterwahlbezirke unterschieden, sondern nach geographischen Gesichtspunkten von Süden nach Norden fortlaufend von 1 bis 56 nummeriert. Nachfolgend sind jedoch die Stadtwahlbezirke und die Ämterwahlbezirke in zwei separaten Abschnitten zusammengefasst, wodurch die Nummerierung der Wahlbezirke jeweils unvollständig erscheint.

### Stadtwahlbezirke
| Wahlbezirk | Bezeichnung des Wahlbezirks              | Name des Abgeordneten                                     | Fraktion                          |
| ---------- | ---------------------------------------- | --------------------------------------------------------- | --------------------------------- |
| 3.         | Wahlbezirk der Stadt Konstanz            | Anton Schmidt                                             | Nationalliberale Partei           |
| 9.         | Wahlbezirk der Stadt Lörrach mit Stetten | Reinhard Friedrich Vogelbach-Däublin                      | Nationalliberale Partei           |
| 18. I.     | Wahlbezirk der Stadt Freiburg            | Wilhelm Fischer                                           | Katholische Volkspartei           |
| 18. II.    | Wahlbezirk der Stadt Freiburg            | Karl Röttinger                                            | Katholische Volkspartei           |
| 21.        | Wahlbezirk der Stadt Lahr                | Otto Maurer                                               | Nationalliberale Partei           |
| 26.        | Wahlbezirk der Stadt Offenburg           | Karl Emil Burg                                            | Nationalliberale Partei           |
| 31.        | Wahlbezirk der Stadt Baden               | Reinhold Baumstark (1882 ausgetreten, gefolgt von Jörger) | Katholische Volkspartei           |
| 31.        | Wahlbezirk der Stadt Baden               | Franz Karl Jörger (1878 Nachfolger von Baumstark)         | Katholische Volkspartei           |
| 32.        | Wahlbezirk der Stadt Rastatt             | Emil August Friedrich Fieser                              | Nationalliberale Partei           |
| 35. I.     | Wahlbezirk der Stadt Karlsruhe           | Friedrich Karl Christian Kiefer                           | Nationalliberale Partei           |
| 35. II.    | Wahlbezirk der Stadt Karlsruhe           | August Lamey                                              | Nationalliberale Partei           |
| 35. III.   | Wahlbezirk der Stadt Karlsruhe           | Karl Hoffmann                                             | Nationalliberale Partei           |
| 37.        | Wahlbezirk der Stadt Durlach             | Karl Friderich                                            | Nationalliberale Partei           |
| 41.        | Wahlbezirk der Stadt Bruchsal            | Carl Baer                                                 | Nationalliberale Partei           |
| 42. I.     | Wahlbezirk der Stadt Pforzheim           | Hermann Friedrich Gesell                                  | Nationalliberale Partei           |
| 42. II.    | Wahlbezirk der Stadt Pforzheim           | Theodor Gustav August Schober                             | Deutsche Volkspartei (Demokraten) |
| 45. I.     | Wahlbezirk der Stadt Mannheim            | Wilhelm Kopfer                                            | Deutsche Volkspartei (Demokraten) |
| 45. II.    | Wahlbezirk der Stadt Mannheim            | Ferdinand Schneider                                       | Deutsche Volkspartei (Demokraten) |
| 45. III.   | Wahlbezirk der Stadt Mannheim            | Franz Heinrich von Feder                                  | Deutsche Volkspartei (Demokraten) |
| 48. I.     | Wahlbezirk der Stadt Heidelberg          | Heinrich Albert Mays                                      | Nationalliberale Partei           |
| 48. II.    | Wahlbezirk der Stadt Heidelberg          | Heinrich Krausmann                                        | Nationalliberale Partei           |

### Ämterwahlbezirke
| Wahlbezirk | Bezeichnung des Wahlbezirks                                                      | Name des Abgeordneten                      | Fraktion                          |
| ---------- | -------------------------------------------------------------------------------- | ------------------------------------------ | --------------------------------- |
| 1.         | Wahlbezirk der Ämter Überlingen und Pfullendorf mit Teilen des Amtes Stockach    | Friedrich Lohr                             | Katholische Volkspartei           |
| 2.         | Wahlbezirk des Amtes Meßkirch mit Teilen des Amtes Stockach                      | Albert Fischler                            | Nationalliberale Partei           |
| 4.         | Wahlbezirk des Amtes Konstanz                                                    | Joseph Karl Edelmann                       | Katholische Volkspartei           |
| 5.         | Wahlbezirk des Amtes Engen mit Teilen des Amtes Stockach                         | Eduard Müller                              | Nationalliberale Partei           |
| 6.         | Wahlbezirk des Amtes Bonndorf mit Teilen des Amtes Waldshut                      | Karl Gallus Kast                           | Katholische Volkspartei           |
| 7.         | Wahlbezirk mit Teilen der Ämter Waldshut und Säckingen                           | Alois Dietsche                             | Katholische Volkspartei           |
| 8.         | Wahlbezirk des Amtes St. Blasien mit Teilen der Ämter Schönau und Neustadt       | Adolf Ernst Birkenmayer                    | Katholische Volkspartei           |
| 10.        | Wahlbezirk des Amtes Lörrach (ohne Stetten)                                      | Markus Pflüger                             | Nationalliberale Partei           |
| 11.        | Wahlbezirk des Amtes Schopfheim mit Teilen der Ämter Säckingen und Schönau       | Karl Grether                               | Nationalliberale Partei           |
| 12.        | Wahlbezirk des Amtes Müllheim mit Teilen des Amtes Staufen                       | Karl Wilhelm Däublin                       | Nationalliberale Partei           |
| 13.        | Wahlbezirk des Amtes Donaueschingen                                              | Heinrich Ganter                            | Nationalliberale Partei           |
| 14.        | Wahlbezirk des Amtes Villingen mit Teilen des Amtes Neustadt                     | Karl Otto                                  | Deutsche Volkspartei (Demokraten) |
| 15.        | Wahlbezirk mit Teilen der Ämter Staufen und Freiburg                             | Theodor Wacker                             | Katholische Volkspartei           |
| 16.        | Wahlbezirk des Amtes Breisach mit Teilen des Amtes Freiburg                      | Huber von Gleichenstein, Alfred Freiherr   | Katholische Volkspartei           |
| 17.        | Wahlbezirk des Amtes Waldkirch mit Teilen der Ämter Emmendingen und Freiburg     | Josef Blattmann                            | Katholische Volkspartei           |
| 19.        | Wahlbezirk mit Teilen des Amtes Emmendingen                                      | Friedrich Freiherr Neubronn von Eisenburg  | Katholische Volkspartei           |
| 20.        | Wahlbezirk des Amtes Ettenheim mit Teilen des Amtes Emmendingen                  | Otto Kern                                  | Katholische Volkspartei           |
| 22.        | Wahlbezirk des Amtes Lahr mit Teilen des Amtes Offenburg                         | Wilhelm Flüge                              | Nationalliberale Partei           |
| 23.        | Wahlbezirk des Amtes Triberg mit Teilen des Amtes Wolfach                        | Anton Schmid                               | Katholische Volkspartei           |
| 24.        | Wahlbezirk mit Teilen der Ämter Wolfach und Offenburg                            | Albert Förderer                            | Katholische Volkspartei           |
| 25.        | Wahlbezirk mit Teilen des Amtes Offenburg                                        | Franz Karl Roßhirt                         | Katholische Volkspartei           |
| 27.        | Wahlbezirk des Amtes Kehl                                                        | Karl Friedrich Schoch                      | Nationalliberale Partei           |
| 28.        | Wahlbezirk des Amtes Oberkirch mit Teilen des Amtes Achern                       | Franz Ludwig Meyr                          | Katholische Volkspartei           |
| 29.        | Wahlbezirk mit Teilen der Ämter Achern und Bühl                                  | Johann Baptist Betzinger                   | Katholische Volkspartei           |
| 30.        | Wahlbezirk des Amtes Baden mit Teilen der Ämter Bühl und Rastatt                 | Maximilian Wilhelm Reichert                | Katholische Volkspartei           |
| 33.        | Wahlbezirk mit Teilen des Amtes Rastatt                                          | Georg Karl Lauck                           | Katholische Volkspartei           |
| 34.        | Wahlbezirk des Amtes Ettlingen mit Teilen des Amtes Rastatt                      | Franz Xaver Lender                         | Katholische Volkspartei           |
| 36.        | Wahlbezirk des Amtes Karlsruhe                                                   | Karl Emil Freiherr Stockhorner von Starein | Deutschkonservative Partei        |
| 38.        | Wahlbezirk des Amtes Durlach mit Teilen des Amtes Bruchsal                       | Karl Kirchenbauer                          | Deutschkonservative Partei        |
| 39.        | Wahlbezirk des Amtes Bretten mit Teilen des Amtes Bruchsal                       | Jakob Walz                                 | Nationalliberale Partei           |
| 40.        | Wahlbezirk mit Teilen des Amtes Bruchsal                                         | Hieronimus Nopp                            | Katholische Volkspartei           |
| 43.        | Wahlbezirk des Amtes Pforzheim                                                   | Johann Heinrich Georg Frank                | Nationalliberale Partei           |
| 44.        | Wahlbezirk des Amtes Schwetzingen mit Teilen des Amtes Mannheim                  | Heinrich Albert Frech                      | Nationalliberale Partei           |
| 46.        | Wahlbezirk des Amtes Weinheim mit Teilen des Amtes Mannheim                      | Heinrich Förster                           | Nationalliberale Partei           |
| 47.        | Wahlbezirk des Amtes Wiesloch mit Teilen des Amtes Heidelberg                    | Theodor Dimer                              | Deutsche Volkspartei (Demokraten) |
| 49.        | Wahlbezirk mit Teilen des Amtes Heidelberg                                       | Hermann Strübe                             | Nationalliberale Partei           |
| 50.        | Wahlbezirk des Amtes Eppingen mit Teilen des Amtes Sinsheim                      | Jakob Wittmer                              | Nationalliberale Partei           |
| 51.        | Wahlbezirk mit Teilen des Amtes Sinsheim                                         | Otto Frey                                  | Nationalliberale Partei           |
| 52.        | Wahlbezirk des Amtes Eberbach mit Teilen des Amtes Buchen                        | Wilhelm Blum                               | Nationalliberale Partei           |
| 53.        | Wahlbezirk des Amtes Mosbach                                                     | Karl Friedrich Deetken                     | Deutschkonservative Partei        |
| 54.        | Wahlbezirk des Amtes Wertheim mit Teilen der Ämter Buchen und Tauberbischofsheim | Rudolf Freiherr von Buol-Berenberg         | Katholische Volkspartei           |
| 55.        | Wahlbezirk mit Teilen des Amtes Tauberbischofsheim                               | Franz Junghanns                            | Katholische Volkspartei           |
| 56.        | Wahlbezirk der Ämter Adelsheim und Boxberg                                       | Hermann Klein                              | Nationalliberale Partei           |

## Belege und Anmerkungen
1. ↑  Ludwig Bauer, Bernhard Gißler: Die Mitglieder der Ersten Kammer der Badischen Ständeversammlung von 1819–1912. Fidelitas, Karlsruhe 1913, 5. Auflage, S. 47
2. ↑  Adolf Roth und Paul Thorbecke: Die badischen Landstände. Landtagshandbuch. Verlag der G. Braunschen Hofbuchdruckerei, Karlsruhe 1907, S. 271
3. 1 2 3 4 5 6 7 8 9 10 11 12  Dieser Mandatsträger ist in den amtlich veröffentlichten Abgeordnetenlisten als promovierter Akademiker ausgewiesen, d. h. dort üblicherweise mit einem vor dem Namen stehenden Doktor-Grad verzeichnet
4. 1 2 3 4 5 6 7 8 9 10 11 12 13 14 15 16 17 18 19 20 21 22 23 24 25  Von 1869 bis 1888 hieß das Pendant zum Zentrum in Baden Katholische Volkspartei; siehe dazu den externen Link zur Erläuterung des Begriffs Katholische Volkspartei Baden auf "alemannische-seiten.de"
5. 1 2  Bis 1931 hieß die Stadt Baden-Baden nur Baden.
6. 1 2 3 4 5 6  Von 1868 bis 1878 hieß das Pendant zur Deutschen Volkspartei in Baden Demokratische Partei